# White Trash Heroes
White Trash Heroes — четвёртый студийный альбом американской инди-рок группы Archers of Loaf из Северной Каролины (Чапел-Хилл). Он был выпущен 22 сентября 1998 года на лейбле Alias и переиздан на двух компакт-дисках 7 августа 2012 года на Merge (США) и Fire(Великобритания).

## Отзывы
| Оценки критиков                   | Оценки критиков |
| Источник                          | Оценка          |
| --------------------------------- | --------------- |
| AllMusic                          | [ 1 ]           |
| The A.V. Club                     | A−              |
| Christgau's Consumer Guide        | A−              |
| Drowned in Sound                  | 8/10            |
| The New Rolling Stone Album Guide | [ 6 ]           |
| NME                               | 7/10            |
| Pitchfork                         | 7.3/10 / 8.0/10 |

White Trash Heroes получил положительные отзывы от музыкальных критиков. Критик AllMusic Питер Дж. Д’Анджело оценил альбом на 3 из 5 и отметил, что «Последняя студийная пластинка Archers of Loaf далека от их ранних дней быстрых, грязных и неумолимых инди-рок гимнов, но это также феноменально прогрессивный альбом для группы и подходящая лебединая песня. Это, конечно, не тот простой и небрежный инди-рок, который выдавал короткие попсовые хиты в середине 90-х, но группа явно превратилась в нечто столь же поразительное, и после нескольких прослушиваний эмоции и мастерство исполнения этих песен оказываются поистине впечатляющими».

## Список композиций
Все песни написаны Эриком Бахманом, Эриком Джонсоном, Мэттом Гентлингом и Марком Прайсом.
1. «Fashion Bleeds» — 3:59
2. «Dead Red Eyes» — 4:03
3. «I.N.S.» — 2:56
4. «Perfect Time» — 4:35
5. «Slick Tricks and Bright Lights» — 5:28
6. «One Slight Wrong Move» — 3:20
7. «Banging on a Dead Drum» — 3:12
8. «Smokers in Love» — 2:40
9. «After the Last Laugh» — 3:45
10. «White Trash Heroes» — 7:47

## 2012 Reissue Bonus CD/downloads
1. «Jive Kata» — 3:38
2. «Fashion Bleeds (4-Track Demo)» — 4:10
3. «Dead Red Eyes (4-Track Demo)» — 3:51
4. «Slick Tricks and Bright Lights (4-Track Demo)» — 5:12
5. «One Slight Wrong Move (4-Track Demo)» — 3:35
6. «Banging on a Dead Drum (4-Track Demo)» — 2:49
7. «Smokers in Love (4-Track Demo)» — 2:35
8. «After the Last Laugh (4-Track Demo)» — 3:46
9. «White Trash Heroes (4-Track Demo)» — 5:03
10. «Untitled and Forgotten (4-Track Demo)» — 3:22
11. «Walk of Shame» — 2:58
12. «Untitled» — 1:40
13. «Whooh!» — 3:03